# 3. armija (Njemačko Carstvo)
3. armija (njem. 3. Armee / Armeeoberkommando 3 / A.O.K. 3) je bila vojna formacija njemačke vojske u Prvom svjetskom ratu. Tijekom Prvog svjetskog rata djelovala je na Zapadnom bojištu.

## Povijest
Treća armija formirana je 2. kolovoza 1914. sa sjedištem stožera u Dresdenu. Njezinim prvim zapovjednikom postao je general pukovnik Max von Hausen kojemu je načelnik stožera bio general bojnik Ernst von Hoeppner. Sastojala se većinom od jedinica saske vojske koja je u okviru Njemačkog Carstva zadržala svoju samostalnost, te se na početku rata sastojala od četiri korpusa i to XI., XII., XIX. i XII. pričuvnog korpusa.
Na početku rata 3. armija bila dio jakog njemačkog desnog krila koje je sukladno Schlieffenovom planu trebalo prodrijeti kroz Belgiju i sjevernu Francusku, te okružiti Pariz. Treća armija je tako sudjelovala u Bitci kod Dinanta (23. kolovoza 1914.), te nakon toga u Bitci kod Charleroia (21. kolovoza 1914.) u kojoj je zajedno s 2. armijom sukobila s francuskom 5. armijom po zapovjedništvom Charlesa Lanrezaca prisilivši istu na povlačenje. Nakon toga 3. armija je zauzela Reims, te je sudjelovala u Prvoj bitci na Marni (5. – 12. rujna 1914.) u kojoj je njemačko napredovanje zaustavljeno.

U rujnu 1914. godine nakon bitke na Marni zapovjednik 3. armije Max von Hausen obolio je od tifusa, te je zapovjedništvo morao prepustiti generalu konjice Karlu von Einemu koji je 3. armijom zapovijedao sve do kraja rata. Krajem 1914. i početkom 1915. godine 3. armija sudjeluje u Prvoj bitci u Champagni (20. prosinca 1914. – 20. ožujka 1915.) gdje uspješno odbija snažne napade francuske 4. armije. Za zapovijedanje u navedenoj bitci zapovjednik 3. armije Karl von Einem je unaprijeđen u general-pukovnika, te je odlikovan ordenom Pour le Mérite. U rujnu 1915. francuska snage su ponovno napale položaje 3. armije u Champagni, ali su i u Drugoj bitci u Champagni (25. rujna – 6. studenog 1915.) bile odbijene, iako je u jednom trenutku položaj 3. armije bio kritičan.
Dio ratišta koji je držala 3. armija bio je tijekom 1916. godine relativno miran s obzirom na to da se težište borbi prenijelo na Verdun i Sommu. Početkom 1917. godine 3. armija bila je krajnjem dijelu rasporeda njemačkih snaga koje su napadnute od strane francuske 4. armije u Drugoj bitci na Aisnei (16. travnja – 9. svibnja 1917.).
Treća armija sudjelovala je i u njemačkoj Proljetnoj ofenzivi. Armija nije sudjelovala u prva četiri njemačka napada, ali je sudjelovala u petom u kojem je zajedno s 1. i 7. armijom pokušala opkoliti Reims i tako ojačati njemački položaj. U Drugoj bitci na Marni (15. srpnja – 6. kolovoza 1918.) je napadala istočno od Reimsa, ali je njezin napad odbijen od strane francuske 4. armije.
U početku 3. armija nije bila predmet savezničke protuofenzive (Ofenziva od 100 dana). Međutim, u rujnu 1918. godine u ofenzivi Meuse-Argonne (26. rujna – 11. studenog 1918.) napadnuta je od strane Američkih ekspedicijskih snaga, te je pretrpjela velike gubitke i prisiljena na povlačenje. Armija se morala povući oko 12 km u prvih pet dana ofenzive, te je zauzela položaje najprije na rijeci Aisne, a nakon toga na rijeci Meuse. Nakon prestanaka neprijateljstava 3. armija se počela vraćati u Njemačku, te je nakon dovršenog povlačenja rasformirana 30. siječnja 1919. u Wetzlaru.

## Zapovjednici
Max von Hausen (2. kolovoza 1914. – 12. rujna 1914.)

Karl von Einem (12. rujna 1914. – 18. siječnja 1919.)

## Načelnici stožera
Ernst von Hoeppner (2. kolovoza 1914. – 14. veljače 1915.)

Maximilian von Höhn (14. veljače 1915. – 26. rujna 1915.)

Fritz von Lossberg (26. rujna 1915. – 2. srpnja 1916.)

Martin von Oldershausen (2. srpnja 1916. – 1. veljače 1918.)

Willi von Klewitz (1. veljače 1918. – 10. kolovoza 1918.)

Friedrich von Miaskowski (10. kolovoza 1918. – 21. rujna 1918.)

Willi von Klewitz (21. rujna 1918. – 18. siječnja 1919.)

## Bitke
Bitka kod Dinanta (23. kolovoza 1914.)

Bitka kod Charleroia (21. kolovoza 1914.)

Prva bitka na Marni (5. – 12. rujna 1914.)

Prva bitka u Champagni (20. prosinca 1914. – 20. ožujka 1915.)

Druga bitka u Champagni (25. rujna – 6. studenog 1915.)

Druga bitka na Aisnei (16. travnja – 9. svibnja 1917.)

Druga bitka na Marni (15. srpnja – 6. kolovoza 1918.)

Ofenziva Meuse-Argonne (26. rujna – 11. studenog 1918.)

## Vojni raspored 3. armije na početku Prvog svjetskog rata
Zapovjednik: general pukovnik Max von Hausen

Načelnik stožera: general bojnik Ernst von Hoeppner

- XI. korpus (genpor. Otto von Plüskow)
  - 22. pješačka divizija (gen. Dieffenbach)
  - 38. pješačka divizija (gen. Wagner)

- XII. korpus (genpj. Karl Ludwig d'Elsa)
  - 23. pješačka divizija (gen. Lindeman)
  - 32. pješačka divizija (gen. von der Planitz)

- XIX. korpus (genkonj. Maximilian von Laffert)
  - 24. pješačka divizija (gen. Krug von Nida)
  - 40. pješačka divizija (gen. Olenhusen)

- XII. pričuvni korpus (gentop. Hans von Kirchbach)
  - 23. pričuvna divizija (gen. Larisch)
  - 24. pričuvna divizija (gen. Ehrenthal)

## Vojni raspored 3. armije sredinom prosinca 1914.
Zapovjednik: general konjice Karl von Einem

Načelnik stožera: general bojnik Ernst von Hoeppner

- VI. korpus (genpj. Kurt von Pritzelwitz)
  - 12. pješačka divizija (gen. Chales de Beaulieu)

- VIII. korpus (genpor. Julius Riemann)
  - 15. pješačka divizija (gen. Vollbrecht)
  - 16. pješačka divizija (gen. Fuchs)

- VIII. pričuvni korpus (genpj. Wilhelm von Egloffstein)
  - 15. pričuvna divizija (gen. Kurowski)
  - 16. pričuvna divizija (gen. Mootz)

- X. pričuvni korpus (genpj. Johannes von Eben)
  - 23. pričuvna divizija (gen. Larisch)
  - 24. pričuvna divizija (gen. Ehrenthal)

## Vojni raspored 3. armije krajem kolovoza 1916.
Zapovjednik: general pukovnik Karl von Einem

Načelnik stožera: pukovnik Martin von Oldershausen

- VIII. korpus (genpj. Julius Riemann)
  - 58. pješačka divizija (gen. Gersdorff)
  - 22. pričuvna divizija (gen. Riedl)

- III. korpus (genpj. Ewald von Lochow)
  - 5. pješačka divizija (gen. Wichura)
  - 6. pješačka divizija (gen. Rohden)
  - 185. pješačka divizija (gen. Uthmann)

- V. pričuvni korpus (genpor. Otto von Garnier)
  - 9. pričuvna divizija (gen. Guretzky-Cornitz)
  - 10. pričuvna divizija (gen. Reiser)

- XIV. korpus (genpor. Martin Chales de Beaulieu)
  - 29. pješačka divizija (gen. von der Heyde)
  - 28. pričuvna divizija (gen. Hahn)

## Vojni raspored 3. armije u ožujku 1917.
Zapovjednik: general pukovnik Karl von Einem

Načelnik stožera: pukovnik Martin von Oldershausen

- VII. pričuvni korpus (genpj. Franz von Soden)
  - 19. pješačka divizija (gen. Hülsen)
  - 223. pješačka divizija (gen. Haevernick)
  - 13. pričuvna divizija (gen. A. Kühne)

- XIV. korpus (genpor. Martin Chales de Beaulieu)
  - 14. pričuvna divizija (gen. Loeb)
  - 214. pješačka divizija (gen. R. Brauchitsch)
  - 212. pješačka divizija (gen. F. Francke)

- XII. korpus (genpor. Horst von der Planitz)
  - 30. pješačka divizija (gen. Gontard)
  - Gardijska ersatzka divizija (gen. Larisch)
  - 54. pričuvna divizija (gen. Knoerzer)

- XXVI. pričuvni korpus (genpj. Otto von Hügel)
  - 52. pričuvna divizija (gen. Waldorf)
  - 51. pričuvna divizija (gen. Balck)
  - 39. pješačka divizija (gen. Bertrab)

- XVI. korpus (genpor. Adolf Wild von Hohenborn)
  - 9. landverska divizija (gen. Mühlenfels)
  - 227. pješačka divizija (gen. Leyser)
  - 33. pješačka divizija (gen. Scheüch)

- Armijska pričuva
  - 34. pješačka divizija (gen. Teetzmann)

## Vojni raspored 3. armije u lipnju 1917.
Zapovjednik: general pukovnik Karl von Einem

Načelnik stožera: pukovnik Martin von Oldershausen

- XII. korpus (genpj. Horst von der Planitz)
  - 54. pješačka divizija (gen. O. Watter)
  - 54. pričuvna divizija (gen. Knoerzer)

- XXVI. pričuvni korpus (genpj. Otto von Hügel)
  - 51. pričuvna divizija (gen. Balck)
  - 20. pješačka divizija (gen. Trautmann)
  - 214. pješačka divizija (gen. R. Brauchitsch)

- XVI. korpus (genpor. Adolf Wild von Hohenborn)
  - 9. landverska divizija (gen. Oppeln-Bronikowski)
  - 2. gardijska divizija (gen. Friedeburg)
  - 1. gardijska divizija (princ Eitel)
  - 33. pješačka divizija (gen. Scheüch)

- Armijska pričuva
  - 29. pješačka divizija (gen. von der Heyde)

## Vojni raspored 3. armije krajem listopada 1918.
Zapovjednik: general pukovnik Karl von Einem

Načelnik stožera: potpukovnik Willi von Klewitz

- XXV. pričuvni korpus (genpj. Arnold von Winckler)
  - 9. landverska divizija (gen. Oppeln-Bronikowski)
  - 199. pješačka divizija (gen. Puttkamer)
  - 1. gardijska divizija (gen. Jena)
  - 3. gardijska divizija (gen. Roeder)

- XVI. korpus (genpor. Adolf Wild von Hohenborn)
  - 213. pješačka divizija (gen. Hammerstein-Gesmold)
  - 242. pješačka divizija (gen. Erpf)
  - 1. bavarska divizija (gen. Dänner)

- I. pričuvni korpus (genpor. Richard Wellmann)
  - 202. pješačka divizija (gen. Hoebel)
  - 14. pričuvna divizija (gen. Hanstein)
  - 203. pješačka divizija (gen. Kaupert)
  - 195. pješačka divizija (gen. Lewinski)
  - 76. pričuvna divizija (gen. Quadt-Huchtenbruck)
  - 42. pješačka divizija (gen. Buchholtz)
  - 103. pješačka divizija (gen. Lepper)

- XXXVIII. pričuvni korpus (genpor. Arthur von Lüttwitz)

## Vanjske poveznice
(eng.) 3. armija na stranici Prussian Machine.com

(njem.) 3. armija na stranici Deutschland14-18.de  Arhivirana inačica izvorne stranice od 5. listopada 2013. (Wayback Machine)

(njem.) 3. armija na stranici Wiki-de.genealogy.net